# Sakiet Ezzit
Sakiet Ezzit (àrab: ساقية الزيت, Sāqiyat az-Zīt) és una ciutat de Tunísia a la governació de Sfax, situada uns 6 km al nord-est de Sfax, de la qual de fet n'és un barri. Forma una municipalitat de 44.886 habitants, dels quals 12.613 són a la mateixa ciutat i la resta als barris de la rodalia. És la més antiga de les barriades de Sfax (des de 1957). Té estació de ferrocarril. Al nord de la ciutat, s'està construint el barri d'El Ons, destinat a acollir molts emigrants de les zones rurals que es volen establir a Sfax. És capçalera d'una delegació amb 66.510 habitants al cens del 2004.

## Economia
Les activitats industrials, les agrícoles o derivades de l'agricultura i els serveis formen la seva base econòmica.

## Administració
És el centre de la delegació o mutamadiyya homònima, amb codi geogràfic 34 53 (ISO 3166-2:TN-12), dividida en set sectors o imades:
- Sakiet Ezzit (34 53 51)
- Merkez Bouassida (34 53 52)
- Es-Sedra (34 53 53)
- Chihia (34 53 54)
- Teniour (34 53 55)
- Sidi Salah (34 53 56)
- El Ons (34 53 57)

Al mateix temps, forma una municipalitat o baladiyya (codi geogràfic 34 12).